# نبرد گل‌ها (مجموعه تلویزیونی)
نبرد گل‌ها (به ترکی استانبولی: Güllerin Savaşı) یک مجموعه تلویزیونی ترکی در ژانر درام است. پخش این مجموعه از ۸ ژوئیه ۲۰۱۴ از کانال د شروع و در ۶ فوریه ۲۰۱۶ به پایان رسید.

## داستان
داستان دربارهٔ دختر فقیر سرایدار است که با یک مرد پولدار وارد رابطه می‌شود، اما به دلیل مخالفت‌های خانواده و پدرش از هم جدا می‌شوند. وقتی که می‌فهمد گلفام باعث جدایی او از عشقش و مرگ پدرش شده است، شروع به گرفتن انتقام می‌کند...

## بازیگران و شخصیت‌ها
| بازیگر          | نقش                 |
| --------------- | ------------------- |
| داملا سونمز     | گلرو چلیک           |
| جانان ارگودر    | گلفام سپاهی         |
| باریش کیلیچ     | عمر حکیم‌اوغلو       |
| سرجان بادور     | جهان سپاهی          |
| اییت کیرازجی    | مرت گنجر            |
| Atilla Şendel   | صالح چلیک           |
| کنان اجه        | تیبت یالچین         |
| Arif Pişkin     | شوکت حکیم‌اوغلو      |
| Arsen Gürzalp   | جاهیده حکیم‌اوغلو    |
| Meltem Pamirtan | مسعوده چلیک ییلدریم |
| Münire Apaydın  | محبوبه حکیم‌اوغلو    |
| Zynep Köse      | غنچه چلیک           |
| تورگای تانولکو  | رجب گنجر            |
| Berk Yaygın     | ینر ییلدریم         |
| Asli İçözü      | خالده دمیر          |
| Pınar Afsar     | آیلا سپاهی          |
| Feyza Civelek   | چیچک چلیک           |
| Uğur Kurul      | تانر حکیم‌اوغلو      |
| Güzin Alkan     | ناجیه گنجر          |
| İsmain Oral     | اسماعیل             |
| Çisem Çanci     | جیلان گنجر          |
| Ceren Köç       | مینه                |

## نمای کلی سریال
| فصل | فصل | قسمت‌ها | Range of episodes | Original broadcast | Original broadcast |
| فصل | فصل | قسمت‌ها | Range of episodes | شروع               | پایان              |
| --- | --- | ------ | ----------------- | ------------------ | ------------------ |
|     | 1   | 48     | 1–48              | ۸ ژوئیه ۲۰۱۴       | ۱۳ ژوئن ۲۰۱۵       |
|     | 2   | 20     | 49–68             | ۵ سپتامبر ۲۰۱۵     | ۶ فوریه ۲۰۱۶       |